# حريش متعدد النقر
الحريش المتعدد النقر (الاسم العلمي: Bothropolys) هو جنس من المفصليات يتبع الفصيلة الحريشية المتعدد النقر من رتبة حريشيات الشكل.

## أنواع الحريش المتعدد النقر
- حريش متعدد التسنن
- حريش متغضن
- حريش زانتي